# Jim Harrison
Jim Harrison (Grayling (Michigan), 11 december 1937 – Patagonia, 26 maart 2016) was een Amerikaans schrijver.

## Biografie
Harrison begon met schrijven van poëzie in 1965. Hij was een bewonderaar van Sergej Jesenin, waarnaar zijn gedicht Letters to Yesenin uit 1973 ook naar verwijst. Zijn eerste roman schreef hij in 1971: Wolf: A False Memoir. Dit werd verfilmd in 1994: Wolf. Zijn bekendste roman uit 1979, Legends of the Fall werd verfilmd met Brad Pitt en Anthony Hopkins.
Harrison overleed in 2016 op 78-jarige leeftijd.